# Massapê
Massapê är en kommun i Brasilien.   Den ligger i delstaten Ceará, i den östra delen av landet, 1 600 km nordost om huvudstaden Brasília. Antalet invånare är 35 201.
Omgivningarna runt Massapê är huvudsakligen savann. Runt Massapê är det ganska tätbefolkat, med 72 invånare per kvadratkilometer.